# Eupelmus
Eupelmus (лат.) — род мелких паразитических наездников-эвпельмид (Eupelmidae, Eupelminae). Космополитная группа, известно около 300 видов. Паразитоиды яиц насекомых.

## Описание
Мелкие наездники (около 3 мм). Самок Eupelmus можно отличить от самок других родов Eupelminae мира по отсутствию на средних голенях косой канавки на вершине между основанием голени и основанием голенной шпоры в сочетании с синтергумом, который глубоко, омега-образно (Ω), выемчат сзади, и с его дорсальной поверхностью, которая почти всегда чрезвычайно коротка перед выемкой. Предпоследний брюшной тергит (Gt6) обычно также разделён медиально глубокой выемкой и/или гиалиновой линией, хотя эта структура часто скрыта под выступающим назад Gt5, который простирается до вершины Gt6 или близко к ней. У некоторых видов E. (Episolindelia) Gt6 более выражен, сужается к вершине (треугольная форма), хотя обычно имеются, по крайней мере, некоторые признаки медиально-продольной линии ослабления или борозды в зависимости от сохранности. Паразитоиды яиц насекомых разных отрядов.

## Классификация
Таксон был впервые выделен в 1820 году по типовому виду Eupelmus memnonius Dalman, 1820. Мировая фауна включает более 300 видов, в Палеарктике — 114 видов. Фауна России включает 18 видов наездников этого рода. Входит в состав подсемейства Eupelminae (Eupelmidae).